# Jackie Yi-Ru Ying
Jackie Yi-Ru Ying (Taipei, 1966) és una investigadora nanotecnòloga, i directora executiva de l'Institut de Bioenginyeria i Nanotecnologia de Singapur.

## Biografia
Ying va néixer a Taipei el 1966 i es va mudar a Singapur amb la seva família el 1973, on va estudiar a la Raffles Girls 'School. La seva família es va tornar a mudar, aquest cop a Nova York quan ella tenia 15 anys. Va obtenir el títol d'enginyera, amb graduació summa cum laude, a la Cooper Union el 1987. A continuació va assistit a la Universitat de Princeton, on el 1988 va rebre un Màster, i es va doctorar el 1991, tots dos en enginyeria química.
Va estar un any com Fellow Humboldt a l'Institut de Nous Materials de Saarbrücken i va investigar materials nanocristal·lins amb Herbert Gleiter.
Ying va esdevenir professora en el Departament d'Enginyeria Química a l'Institut de Tecnologia de Massachusetts (MIT) el 1992 i catedràtica el 2001; així, amb 35 anys, va convertir-se una de les catedràtiques més joves del MIT.
Va tornar a Singapur el 2003 per treballar com la primera directora executiva de l'Institut de Bioenginyeria i Nanotecnologia, una divisió de l'Agència per la Ciència, Tecnologia i Recerca (A*STAR). La seva recerca se centra en les aplicacions biomèdiques i catalítiques dels sistemes i materials nanoestructurats.
Ying fou escollida per a la Sala de la Fama de Dones de Singapur el 2014. El desembre de 2015, va rebre el Premi Mustafa atorgat per la Fundació Mustafa de Ciència i Tecnologia. Se li va concedir el premi Millor Assoliment Científic per «la seva gran contribució científica i tecnològica, i els assoliments obtinguts amb la síntesi de materials i sistemes nanoestructurats, biomaterials nanoestructurats i biosistemes miniaturitzats per a diverses aplicacions».